# Zafarullah Khan Jamali

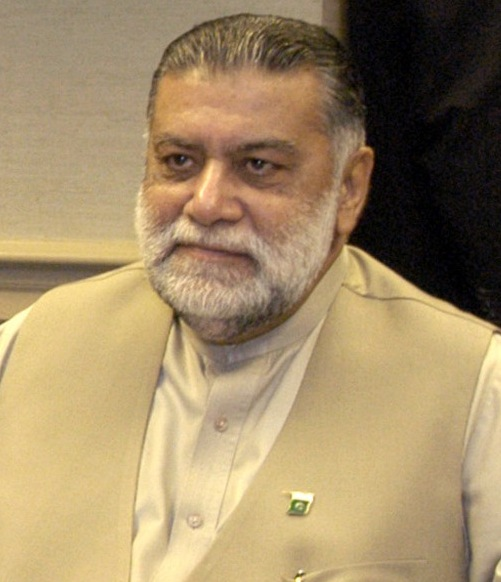
Zafarullah Khan Jamali (2003)

Zafarullah Khan Jamali (Urdu ظفر الله خان جمالی‎; * 1. Januar 1944 in Dera Murad Jamali in Belutschistan; † 2. Dezember 2020 in Rawalpindi) war ein pakistanischer Politiker.

## Leben
Zafarullah Khan Jamali entstammte der einflussreichen Jamali-Familie, die bereits im pakistanischen Unabhängigkeitskampf eine Rolle spielte. Er studierte Geschichte am Government College in Lahore, legte dort die Magisterprüfung ab. 1970 schloss er sich der Pakistanischen Volkspartei an. 1977 wurde er in das Regionalparlament von Belutschistan gewählt und anschließend zum Minister für Ernährung, Information und parlamentarische Angelegenheiten von Belutschistan ernannt.
In den 1980er Jahren war Zafarullah Khan Jamali Mitglied der pakistanischen Regierung unter General Zia ul Haq, vertrat das Ressort Information, Justiz und parlamentarische Angelegenheiten. 1985 bewarb er sich vergeblich um das Amt des pakistanischen Premierministers, wurde stattdessen unter Premier Mohammad Khan Junejo Minister für Wasserversorgung und Energie. 1996 wurde er Premierminister von Belutschistan.
Am 21. November 2002 wurde er zum Premierminister von Pakistan gewählt. Nach längeren Auseinandersetzungen mit dem Staatspräsidenten Pervez Musharraf trat er am 26. Juni 2004 von seinem Amt zurück.
Politisch galt er als Mann der Mitte. Parteipolitisch wechselte er im Laufe seiner politischen Karriere von der Pakistanischen Volkspartei (PPP) zur Pakistanischen Muslim-Liga (PML) und von dort zur Pakistanisch-Muslimischen Liga Q (PML-Q).
Zafarullah Khan Jamali war verheiratet und hat drei Töchter. Er sprach Englisch und die regionalen Sprachen Urdu, Panjabi, Sindhi, Paschtu und Belutschi.